# Gemeiner Kalmar
Der Gemeine Kalmar (Loligo vulgaris) ist eine Art der Tintenfische (Coleoidea) aus der Familie der Loliginida. Einschließlich der Tentakel erreichen ausgewachsene Tiere eine Länge bis ca. 50 Zentimetern und ein Gewicht bis ca. 1,5 Kilogramm. Diese Art ist in den Küstengewässern des östlichen Nordatlantiks von der Nordsee bis vor Westafrika sowie des Mittelmeeres einschließlich der gesamten Adria mäßig häufig. Seine größte Verbreitung erzielt der Kalmar in Tiefen bis etwa 100 m und mehr, doch dringt er auch bis in Tiefen von 400 bis 500 m vor. Vereinzelt gelangt er bis in die südwestliche Ostsee.

In manchen Veröffentlichungen wird der Nominatform Loligo vulgaris vulgaris eine zweite Unterart Loligo vulgaris reynaudi gegenübergestellt.

## Merkmale
Die Länge des Mantels beträgt üblicherweise um die 20 cm, kann jedoch auch bis ca. 40 cm erreichen, wobei die Männchen größer als die Weibchen sind. Der auf dem Rücken in grauen bis roten Tönen gefärbte stromlinienförmige Körper ist vergleichsweise schlank und läuft nach hinten spitz zu. Er weist paarige, horizontale, relativ große Seitenflossen auf, die etwa über die Länge der beiden letzten Drittel des Mantels angeordnet sind und zusammen eine in eine Raute einbeschriebene Form bilden.
Die Art lebt frei schwimmend oder bewohnt unterschiedliche Meeresböden wie sandige und schlammige Untergründe. Der Gemeine Kalmar frisst hauptsächlich bis ausschließlich Fische, daneben können auch Krebse, andere Kopffüßer sowie Vielborster und Pfeilwürmer Beute sein. Vereinzelt kommt auch Kannibalismus vor.

## Fortpflanzung

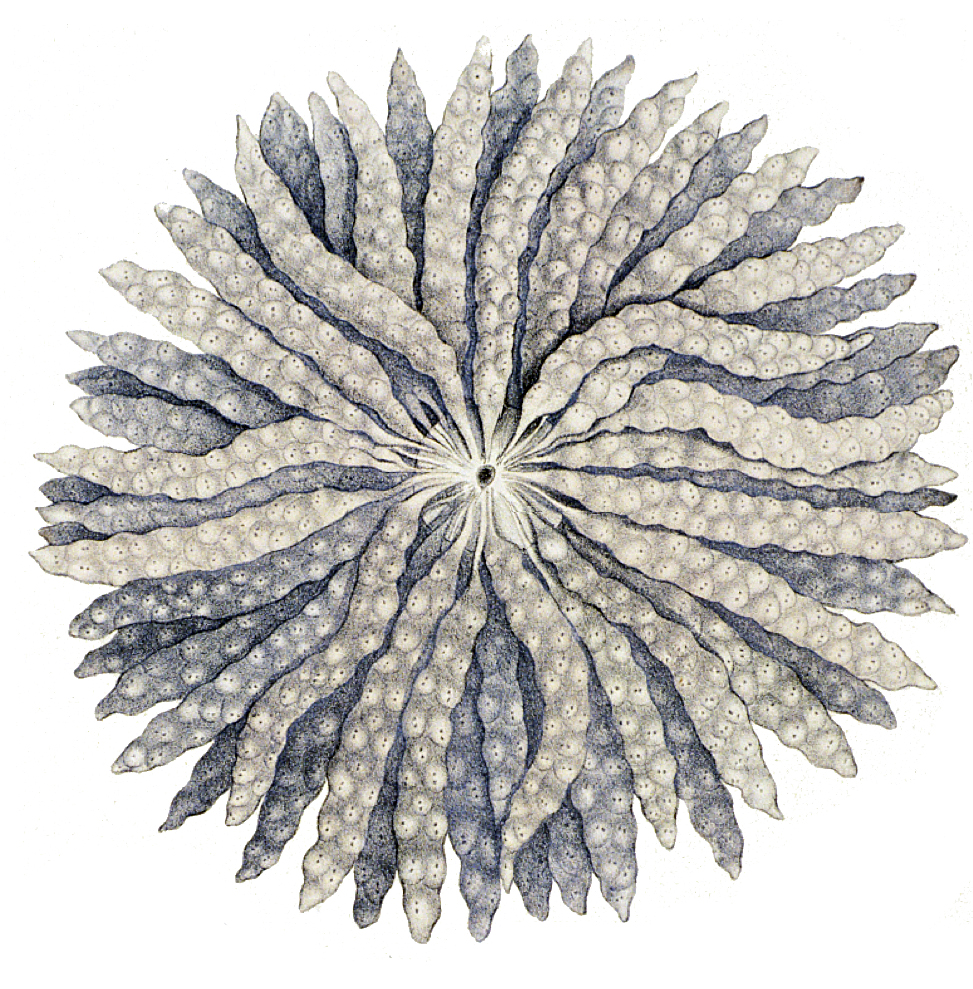
Laich
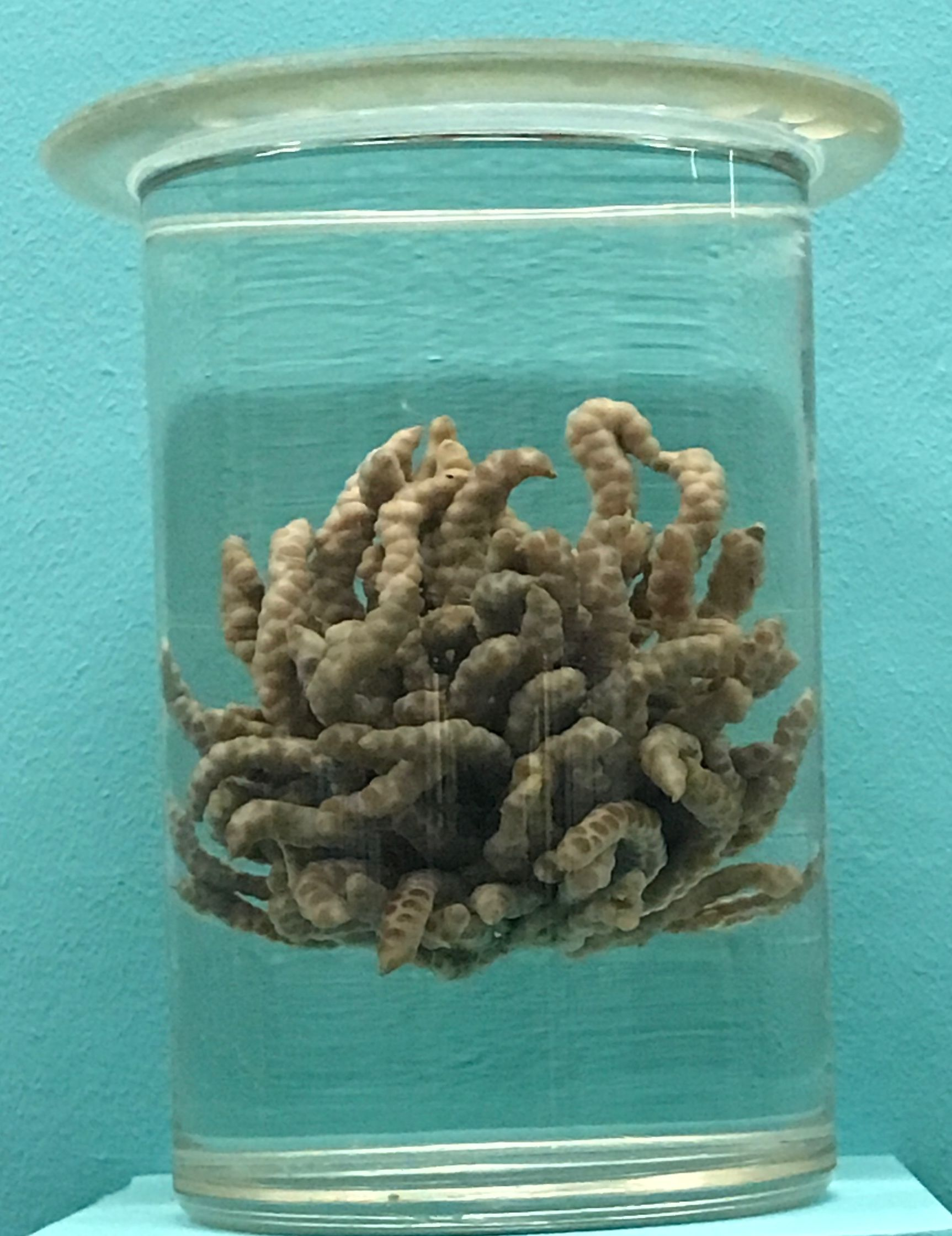
Laich-Präparat
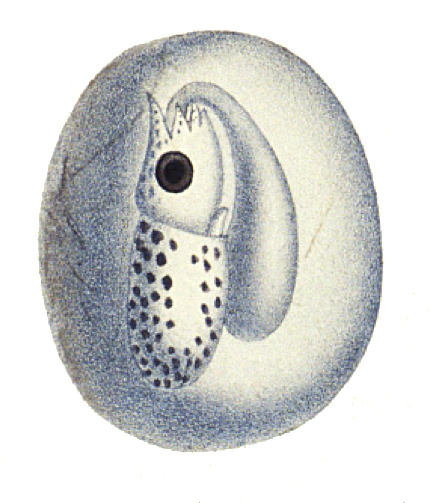
Embryo
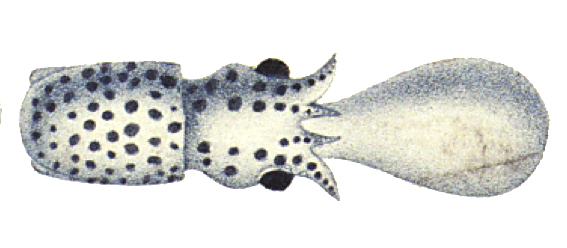
Embryo
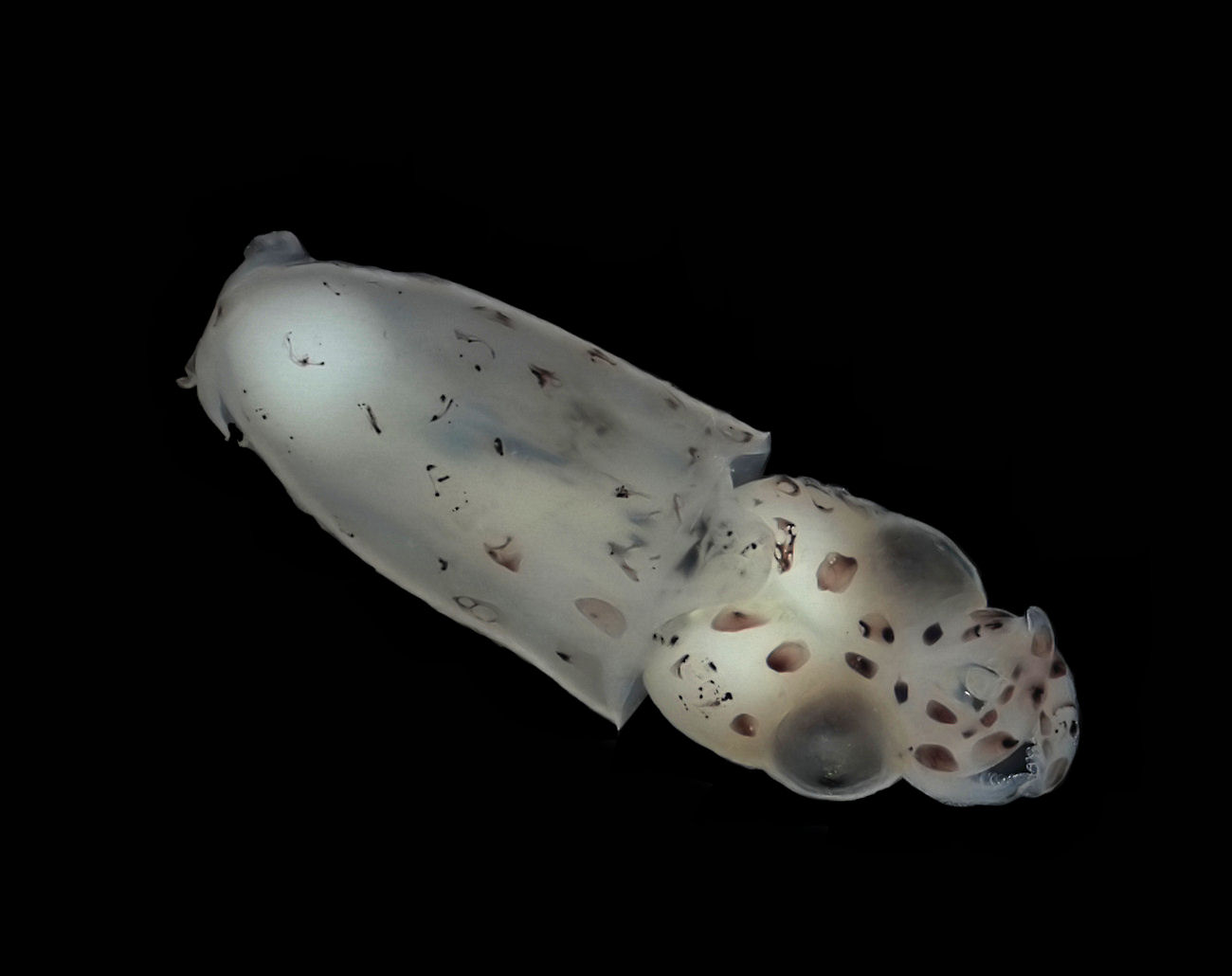
Etwa 6 mm langes Jungtier. Laborfoto

In sein nördliches Verbreitungsgebiet, in die Nordsee, gelangt der Kalmar nur saisonal im zeitigen Frühling in größeren Verbänden, um nach Einbruch der Dunkelheit zu laichen. Die Tiere verweilen dort bis zum Hochsommer. Die Gelege bestehen aus mehreren länglichen, wurstförmigen, von einem transparenten Medium umgebenen Untereinheiten von Eiern und werden in Tiefen bis etwa 30 m an stabile Substrate befestigt. Dies können Teile des Meeresbodens, etwa Gestein, wie auch Teile von Lebewesen wie die Kalkschalen anderer Weichtiere, abgestorbenes organisches Material oder Ähnliches sein. Dabei sammeln bevorzugt mehrere Tiere ihren Laich an einer gemeinsamen Stelle an. 
Die Larven sind den erwachsenen Exemplaren morphologisch ähnlich, weichen aber in den Verhältnissen der Körperteile zueinander von diesen ab. Sie sind beim Schlüpfen um den Juni herum unter 1 cm groß. Die Dauer der Entwicklung der Embryonen bis zum Schlüpfen schwankt je Temperatur von etwa 20–30 Tagen bei über 20 °C bis etwa 40–50 Tage bei unter 15 °C.

## Wirtschaftliche Bedeutung
Der Gemeine Kalmar ist besonders in europäischen Mittelmeerländern Bestandteil der menschlichen Ernährung und wird daher im entsprechenden Verbreitungsgebiet kommerziell gefangen und verwertet. Wegen der vermehrten Schwarmbildung sind die Tiere vergleichsweise leicht in größeren Stückzahlen zu fangen und die Verwertung ist daher relativ wirtschaftlich.

## Belege
1. 1 2  Gamulin-Brida, H., Ilijanić, V. (1972) Contribution àla connaissance des Cephalopodes de l’Adriatique. Acta Adriat., 14 (6): 3-12.
2. ↑  Grubišić, F. (1982) Ribe, rakovi i školjke Jadrana. Liburnija – Naprijed, Rijeka – Zagreb, 239 pp.
3. 1 2  Grzimeks Tierleben, Kindler Verlag 1971, Band 3 „Weichtiere und Stachelhäuter“, S. 188, 206
4. 1 2 3  Urania Tierreich, Urania Verlag 1993, Band „Wirbellose Tiere 1“, S. 603
5. 1 2 3  http://www.thecephalopodpage.org/Lvulgar.php Roper C.F.E., Sweeney M.J. and Nauen C.E. 1984. FAO Species Catalogue. Vol 3. Cephalopods of the world.
6. ↑  Jardas, I. (1996) Jadranska ihtiofauna. Školska knjiga, Zagreb, 536 pp
7. 1 2 3  Relini, G., Bertrand, J., Zamboni, A. (eds.) (1999) Synthesis of the knowledge on bottom fishery resources in Central Mediterranean (Italy and Corsica). Biol. Mar. Medit., 6 (suppl. 1).
8. ↑  http://www.biolib.cz/en/taxon/id134561/
9. ↑  https://www.itis.gov/servlet/SingleRpt/SingleRpt?search_topic=TSN&search_value=557249
10. 1 2  http://www.faoadriamed.org/html/Species/LoligoVulgaris.html Vereinte Nationen
11. ↑  Casali, G. Manfrin Piccinetti, S. Soro, (1998) Distribuzione di cefalopodi in Alto e Medio Adriatico. Biol. Mar. Medit., 5(2): 307-318 pp.